# 서재덕
서재덕(徐在德, 1989년 7월 21일~)은 대한민국의 배구 선수로 포지션은 레프트와 라이트이다. 현재 V-리그의 수원 한국전력 빅스톰에서 활동하고 있다.

## 학력
- 문정초등학교
- 문흥중학교
- 광주전자공업고등학교
- 성균관대학교